# Imma Tor Faus
Imma Tor Faus (Sant Julià de Lòria, 12 de abril de 1966) é uma professora e diplomata de Andorra, ministra dos Negócios Estrangeiros do seu país desde 16 de maio de 2023.

## Biografia
Tor Faus é catedrática de Língua e Literatura Francesas pelas universidades de Toulouse e Paris e diplomada em Relações Internacionais pelo Centro de Estudos Diplomáticos e Estratégicos de Paris. Em 1998, foi nomeada representante permanente de Andorra no Conselho da Europa, cargo que ocupou até 2004. Também foi embaixadora de Andorra na França (1999-2007) e delegada permanente na UNESCO (2004-2007). Entre 2007 e 2010, atuou como embaixadora de Andorra na União Europeia, em Bruxelas.
Em 2010, Tor Faus assumiu o cargo de subdiretora de Língua Francesa na Organização Internacional da Francofonia, onde, a partir de 2016, foi responsável pela promoção da língua francesa e pela diversidade linguística, permanecendo até 2023. 
Em 16 de maio de 2023, foi anunciada como Ministra de Relações Exteriores no governo de Xavier Espot Zamora.